# Список награждённых орденом «Родительская слава» (2013—2020)
Орденом «Родительская слава» награждаются многодетные родители или усыновители.
Награждаемые родители (усыновители) и их дети должны образовывать социально ответственную семью, вести здоровый образ жизни, обеспечивать надлежащий уровень заботы о здоровье, образовании, физическом, духовном и нравственном развитии детей, полное и гармоничное развитие их личности, а также подавать пример в укреплении института семьи и воспитании детей.
По первоначальному статуту награждению подлежали семьи с 4 и более детьми — гражданами Российской Федерации.
По новому статуту с 7 сентября 2010 года орденом награждаются семьи с 7 и более детьми — гражданами Российской Федерации.
Первое награждение новым орденом состоялось Указом Президента Российской Федерации № 17 от 4 января 2009 года, которым были награждены 8 семей. Торжественная церемония вручения наград состоялась 13 января 2009 года в Москве, в Большом Кремлёвском Дворце. На первой церемонии награждённым вручался только основной знак ордена в футляре, так как дополнительные знаки для ношения на одежде были учреждены несколько позже, Указом Президента Российской Федерации № 475 от 29 апреля 2009 года. В дальнейшем знаки для ношения на одежде были высланы в регионы проживания первых кавалеров ордена и вручены им в торжественной обстановке руководителями местных органов власти.
За 2013—2020 годы приняты 56 указов о награждении орденом «Родительская слава», которыми были награждены 256 российских семей, а всего за 2009—2020 годы — 71 указ и 462 семьи.

## Статистика награждений (2009—2020)

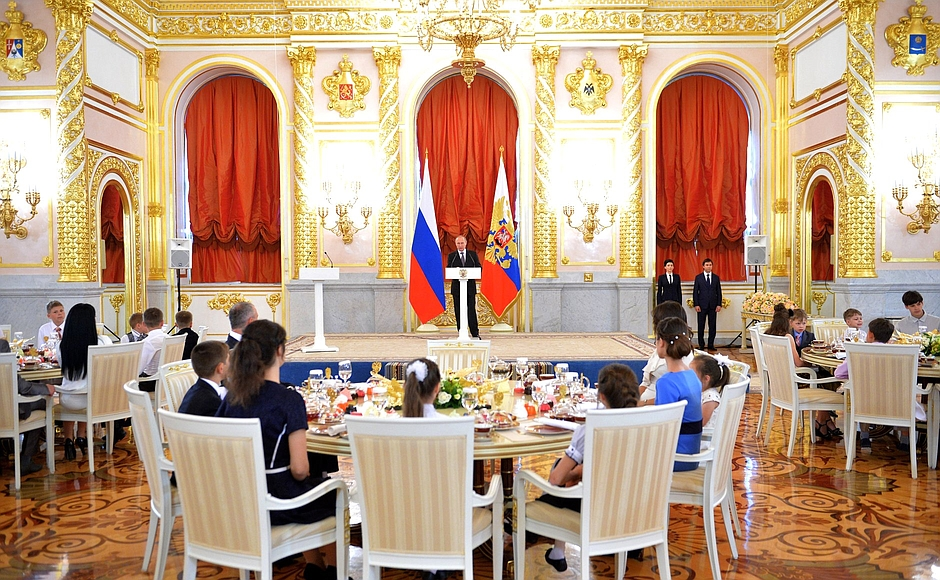
Церемония награждения в Кремле, 1 июня 2015 года.

| Год      | Количество награждённых семей | Из них родителей-одиночек |
| -------- | ----------------------------- | ------------------------- |
| 2009 год | 69                            | 2                         |
| 2010 год | 52                            | 6                         |
| 2011 год | 31                            | 2                         |
| 2012 год | 54                            | 0                         |
| 2013 год | 30                            | 0                         |
| 2014 год | 20                            | 0                         |
| 2015 год | 25                            | 2                         |
| 2016 год | 36                            | 3                         |
| 2017 год | 38                            | 1                         |
| 2018 год | 30                            | 1                         |
| 2019 год | 42                            | 0                         |
| 2020 год | 35                            | 2                         |
| Всего:   | 462                           | 19                        |

## Список награждённых (2013—2020)
Количество детей и регион указаны на момент награждения орденом
 Розовым цветом выделены награждённые матери-одиночки (вдовы) или отцы-одиночки (вдовцы)
| Награждённые                                                       | Дата указа о награждении | Номер указа | Дата церемонии награждения | Число детей | Регион                                                            | Сн.                    |
| ------------------------------------------------------------------ | ------------------------ | ----------- | -------------------------- | ----------- | ----------------------------------------------------------------- | ---------------------- |
| Абакумов Александр Николаевич Абакумова Ирина Алексеевна           | 29 июня 2018 года        | № 377       | 15 мая 2019 года           | 10          | Воронеж                                                           | [ 6 ] [ 7 ]            |
| Аббасов Чингиз Зейнаддин оглы Аббасова Юлия Александровна          | 25 мая 2016 года         | № 250       | 16 сентября 2016 года      | 11          | Москва                                                            | [ 8 ] [ 9 ]            |
| Абрамов Сергей Владимирович Абрамова Елена Владимировна            | 18 мая 2017 года         | № 215       | 24 ноября 2017 года        | 11          | Москва                                                            | [ 10 ] [ 11 ]          |
| Агапов Владимир Михайлович Агапова Ирина Николаевна                | 30 апреля 2014 года      | № 285       | 2 июня 2014 года           | 16          | Смоленская область, Глинковский район                             | [ 12 ] [ 13 ] [ 14 ]   |
| Айваседо Александр Учетович Айваседо Роза Учеевна                  | 22 апреля 2013 года      | № 408       | 31 мая 2013 года           | 10          | Ямало-Ненецкий автономный округ, Пуровский район                  | [ 15 ] [ 16 ] [ 17 ]   |
| Албегаджиев Гасан Бартиевич Албегаджиева Валентина Владимировна    | 30 апреля 2014 года      | № 285       | 2 июня 2014 года           | 9           | Дагестан, Ботлихский район, с. Анди                               | [ 12 ] [ 13 ] [ 18 ]   |
| Алексеев Пётр Васильевич Алексеева Вера Васильевна                 | 24 января 2018 года      | № 21        | 27 ноября 2018 года        | 8           | Ульяновская область, Чердаклинский район                          | [ 19 ] [ 20 ] [ 21 ]   |
| Алиев Джомарт Фазылович Алиева Наталья Александровна               | 4 июля 2016 года         | № 320       | 16 сентября 2016 года      | 7           | Москва                                                            | [ 22 ] [ 9 ]           |
| Амелин Андрей Юрьевич Амелина Софья Александровна                  | 28 октября 2019 года     | № 525       | н/д                        | н/д         | Мурманская область                                                | [ 23 ]                 |
| Анашкин Николай Дмитриевич Анашкина Анна Николаевна                | 18 мая 2017 года         | № 215       | 9 июня 2017 года           | 9           | Астраханская область, с. Енотаевка                                | [ 10 ] [ 24 ]          |
| Андреев Сергей Николаевич Андреева Светлана Игоревна               | 6 декабря 2019 года      | № 587       | н/д                        | н/д         | Республика Коми                                                   | [ 25 ]                 |
| Арзуманов Дмитрий Давидович Арзуманова Мария Арьевна               | 22 мая 2015 года         | № 258       | 1 октября 2015 года        | 9           | Москва                                                            | [ 26 ] [ 27 ]          |
| Асанов Андрей Анатольевич Асанова Вера Петровна                    | 14 сентября 2020 года    | № 557       | н/д                        | н/д         | Удмуртия                                                          | [ 28 ]                 |
| Ахмадов Мовсар Эдилсолтанович Эланукаева Разет                     | 16 апреля 2020 года      | № 271       | н/д                        | н/д         | Волгоградская область                                             | [ 29 ]                 |
| Балантаев Сергей Константинович Балантаева Татьяна Александровна   | 29 мая 2013 года         | № 518       | 31 мая 2013 года           | 8           | Омск                                                              | [ 16 ] [ 30 ]          |
| Баранов Владимир Александрович Баранова Лиза Мари                  | 17 августа 2017 года     | № 373       | 14 сентября 2017 года      | 9           | Новосибирск                                                       | [ 31 ] [ 32 ]          |
| Белинских Валерий Александрович Белинских Наталья Николаевна       | 22 мая 2015 года         | № 258       | 8 июля 2015 года           | 8           | Чувашия, Новочебоксарск                                           | [ 26 ] [ 33 ]          |
| Белов Сергей Андреевич Белова Валентина Ивановна                   | 22 апреля 2013 года      | № 408       | 31 мая 2013 года           | 8           | Бурятия, Тункинский район                                         | [ 15 ] [ 16 ]          |
| Беляев Михаил Олегович Беляева Юлия Ростиславовна                  | 23 августа 2019 года     | № 392       | 21 октября 2019 года       | 12          | Тверь                                                             | [ 34 ] [ 35 ]          |
| Белянский Андрей Васильевич Белянская Ольга Александровна          | 17 ноября 2016 года      | № 608       | 15 марта 2017 года         | 9           | Рязань                                                            | [ 36 ] [ 37 ]          |
| Богаделин Алексей Викторович Цвешко Зоя Васильевна                 | 24 октября 2017 года     | № 512       | 20 июня 2018 года          | 10          | Ивановская область                                                | [ 38 ] [ 39 ] [ 40 ]   |
| Богомолов Андрей Михайлович Богомолова Оксана Николаевна           | 18 мая 2017 года         | № 215       | 31 мая 2017 года           | 14          | Пермский край, Александровск                                      | [ 10 ] [ 41 ] [ 42 ]   |
| Болотников Павел Николаевич Болотникова Ольга Юрьевна              | 22 мая 2015 года         | № 258       | 1 июня 2015 года           | 8           | Челябинская область, Сосновский район                             | [ 26 ] [ 43 ] [ 44 ]   |
| Брехунова Надежда Григорьевна                                      | 22 мая 2015 года         | № 258       | 6 июля 2015 года           | 7           | Тамбовская область, Рассказовский район, с. Саюкино               | [ 26 ] [ 45 ] [ 46 ]   |
| Булатов Дмитрий Васильевич Булатова Елена Григорьевна              | 16 апреля 2020 года      | № 271       | н/д                        | 8           | Воронежская область, Нововоронеж                                  | [ 29 ]                 |
| Бурамбаев Владимир Максутович Бурамбаева Наталья Ивановна          | 22 мая 2014 года         | № 356       | н/д                        | 9           | Курская область, Щигры                                            | [ 47 ] [ 48 ]          |
| Буторов Николай Александрович Буторова Наталья Борисовна           | 16 апреля 2020 года      | № 271       | н/д                        | н/д         | Ленинградская область                                             | [ 29 ]                 |
| Быстров Анатолий Викторович Быстрова Гаяне Амаяковна               | 25 января 2017 года      | № 34        | 8 марта 2018 года          | 9           | Краснодарский край, Сочи                                          | [ 49 ] [ 50 ]          |
| Валаев Дмитрий Александрович Валаева Ирина Алексеевна              | 10 сентября 2018 года    | № 513       | н/д                        | 7           | Санкт-Петербург                                                   | [ 51 ] [ 52 ]          |
| Вахитов Якуб Абдулхакович Вахитова Лилия Мингалеевна               | 3 мая 2018 года          | № 182       | 7 сентября 2018 года       | 7           | Новосибирская область, с. Кыштовка                                | [ 53 ] [ 54 ]          |
| Верпаковский Игорь Антонович Верпаковская Ольга Владимировна       | 25 мая 2016 года         | № 250       | 12 июня 2016 года          | 10          | Тверская область, Западнодвинский район                           | [ 8 ] [ 55 ] [ 56 ]    |
| Вертков Алексей Михайлович Верткова Екатерина Анатольевна          | 7 декабря 2020 года      | № 755       | н/д                        | н/д         | Ханты-Мансийский автономный округ                                 | [ 57 ]                 |
| Власов Анатолий Владимирович Власова Ольга Михайловна              | 22 мая 2014 года         | № 356       | н/д                        | 10          | Иркутская область, Иркутский район, п. Большая Речка              | [ 47 ] [ 58 ]          |
| Возиян Эдуард Владимирович Возиян Мария Владимировна               | 5 декабря 2014 года      | № 756       | 9 июня 2015 года           | 8           | Ставропольский край, Александровский район                        | [ 59 ] [ 60 ] [ 61 ]   |
| Волкова Ирина Вячеславовна                                         | 22 мая 2015 года         | № 258       | 1 октября 2015 года        | 7           | Москва                                                            | [ 26 ] [ 27 ]          |
| Вылко Павел Митрофанович Вылко Татьяна Григорьевна                 | 7 декабря 2020 года      | № 755       | н/д                        | н/д         | Ненецкий автономный округ                                         | [ 57 ]                 |
| Вячкин Андрей Витальевич Вячкина Наталья Владимировна              | 2 декабря 2013 года      | № 869       | 9 декабря 2013 года        | 11          | Нижегородская область, Дивеевский район                           | [ 62 ] [ 63 ] [ 64 ]   |
| Габеев Артур Демсунович Габеева Тэрэза Витальевна                  | 18 мая 2017 года         | № 215       | 31 мая 2017 года           | 9           | Владикавказ                                                       | [ 10 ] [ 41 ] [ 65 ]   |
| Гавриленко Геннадий Леонидович Гавриленко Оксана Владимировна      | 24 апреля 2020 года      | № 286       | н/д                        | н/д         | Ямало-Ненецкий автономный округ                                   | [ 66 ]                 |
| Гайворонский Николай Александрович Гайворонская Людмила Алексеевна | 22 мая 2015 года         | № 258       | 1 июня 2015 года           | 8           | Кабардино-Балкария, Прохладненский район                          | [ 26 ] [ 43 ] [ 44 ]   |
| Гаранин Сергей Михайлович Гаранина Любовь Витальевна               | 2 декабря 2013 года      | № 869       | 11 июня 2014 года          | 7           | Ивановская область, Родниковский район, д. Тайманиха              | [ 62 ] [ 67 ] [ 68 ]   |
| Горлов Николай Васильевич Горлова Марина Алексеевна                | 22 мая 2015 года         | № 258       | 1 июня 2015 года           | 11          | Курская область, Медвенский район                                 | [ 26 ] [ 43 ] [ 44 ]   |
| Горохов Антип Устинович Горохова Лариса Васильевна                 | 22 мая 2015 года         | № 258       | 1 июня 2015 года           | 8           | Якутск                                                            | [ 26 ] [ 43 ] [ 44 ]   |
| Горшков Вячеслав Анатольевич Горшкова Марианна Николаевна          | 10 сентября 2017 года    | № 416       | н/д                        | 8           | Тюменская область, Тюменский район, с. Успенка                    | [ 69 ] [ 70 ]          |
| Гошкодерю Владимир Андреевич Гошкодерю Лариса Алексеевна           | 25 мая 2020 года         | № 338       | н/д                        | н/д         | Оренбургская область                                              | [ 71 ]                 |
| Грачев Яков Михайлович Грачева Ольга Анатольевна                   | 25 января 2017 года      | № 34        | 9 июня 2017 года           | 9           | Самарская область, Волжский район                                 | [ 49 ] [ 72 ] [ 73 ]   |
| Громов Олег Леонтьевич Громова Светлана Михайловна                 | 21 октября 2019 года     | № 506       | н/д                        | н/д         | Новгородская область                                              | [ 74 ]                 |
| Гужев Андрей Викторович Гужева Алла Витальевна                     | 28 июня 2016 года        | № 302       | 16 сентября 2016 года      | 9           | Москва                                                            | [ 75 ] [ 9 ]           |
| Гурин Валерий Владимирович Гурина Татьяна Ивановна                 | 2 декабря 2013 года      | № 869       | 17 декабря 2014 года       | 8           | Москва                                                            | [ 62 ] [ 76 ]          |
| Гуторов Александр Николаевич Гуторова Альфия Ашрафовна             | 29 июня 2018 года        | № 377       | н/д                        | 8           | Волгоградская область, Городищенский район, п. Новая Надежда      | [ 6 ] [ 77 ]           |
| Денисов Михаил Николаевич Денисова Татьяна Ивановна                | 28 октября 2019 года     | № 525       | н/д                        | н/д         | Тюменская область                                                 | [ 23 ]                 |
| Дзахкиев Макшарип Салманович Дзахкиева Хадижат Хамбертовна         | 25 мая 2016 года         | № 250       | 1 июня 2016 года           | 9           | Ингушетия, Малгобекский район                                     | [ 8 ] [ 78 ] [ 79 ]    |
| Дмитриев Владимир Павлович Дмитриева Виктория Сергеевна            | 10 сентября 2018 года    | № 513       | 30 мая 2019 года           | 11          | Москва                                                            | [ 51 ] [ 80 ]          |
| Долгих Денис Валериевич Долгих Надежда Григорьевна                 | 27 декабря 2019 года     | № 622       | н/д                        | н/д         | Красноярский край                                                 | [ 81 ]                 |
| Доничев Леонид Николаевич Доничева Елена Евгеньевна                | 28 июля 2016 года        | № 359       | 16 сентября 2016 года      | 11          | Москва                                                            | [ 82 ] [ 9 ]           |
| Доценко Василий Сергеевич Доценко Наталья Владимировна             | 29 мая 2019 года         | № 240       | 30 мая 2019 года           | 8           | Санкт-Петербург                                                   | [ 83 ] [ 80 ] [ 84 ]   |
| Дудник Владимир Фёдорович Дудник Галина Александровна              | 22 мая 2015 года         | № 258       | н/д                        | н/д         | Севастополь                                                       | [ 26 ]                 |
| Дыба Степан Дмитриевич Дыба Людмила Ивановна                       | 18 мая 2017 года         | № 215       | н/д                        | н/д         | Москва                                                            | [ 10 ]                 |
| Дякончук Валерий Адамович Дякончук Галина Владимировна             | 30 апреля 2014 года      | № 285       | 2 июня 2014 года           | 10          | Ростовская область, Сальский район, с. Романовка                  | [ 12 ] [ 13 ] [ 85 ]   |
| Егоян Араик Артаваздович Егоян Луара Аветисовна                    | 26 августа 2020 года     | № 529       | н/д                        | н/д         | Приморский край                                                   | [ 86 ]                 |
| Емельянов Николай Николаевич Емельянова Екатерина Владимировна     | 27 декабря 2019 года     | № 622       | н/д                        | н/д         | Москва                                                            | [ 81 ]                 |
| Желоков Хабалу Хусенович Желокова Рима Калажбиевна                 | 18 мая 2017 года         | № 215       | 8 сентября 2017 года       | 8           | Кабардино-Балкария, Черекский район                               | [ 10 ] [ 87 ]          |
| Жигульский Владимир Александрович Жигульская Ирина Николаевна      | 21 октября 2019 года     | № 506       | н/д                        | н/д         | Вологодская область                                               | [ 74 ]                 |
| Зайцев Алексей Владимирович Бояринцева Татьяна Валерьевна          | 10 сентября 2018 года    | № 513       | н/д                        | н/д         | Москва                                                            | [ 51 ]                 |
| Захватаев Александр Михайлович Захватаева Наталья Юрьевна          | 26 марта 2018 года       | № 118       | 27 ноября 2018 года        | 10          | Кировская область                                                 | [ 88 ] [ 20 ]          |
| Землянский Иван Николаевич Землянская Людмила Викторовна           | 21 октября 2019 года     | № 506       | н/д                        | н/д         | Самарская область                                                 | [ 74 ]                 |
| Зотов Юрий Константинович Зотова Ирина Николаевна                  | 2 декабря 2013 года      | № 869       | 28 ноября 2014 года        | 11          | Санкт-Петербург                                                   | [ 62 ] [ 89 ]          |
| Иванов Дмитрий Константинович Попова Елена Юрьевна                 | 2 декабря 2013 года      | № 869       | н/д                        | 7           | Санкт-Петербург                                                   | [ 62 ] [ 90 ]          |
| Изотов Николай Васильевич Изотова Валентина Ивановна               | 25 мая 2016 года         | № 250       | н/д                        | н/д         | Волгоградская область, Камышинский район                          | [ 8 ]                  |
| Ильяшенко Александр Сергеевич Ильяшенко Мария Евгеньевна           | 22 мая 2015 года         | № 258       | 1 октября 2015 года        | 12          | Москва                                                            | [ 26 ] [ 27 ]          |
| Ильяшенко Филипп Александрович Ильяшенко Ирина Валерьевна          | 18 мая 2017 года         | № 215       | 1 июня 2018 года           | 10          | Москва                                                            | [ 10 ] [ 91 ] [ 92 ]   |
| Исаев Эли Абубакарович Исаева Фатима Магомед-Эминовна              | 25 мая 2016 года         | № 250       | 16 сентября 2016 года      | 9           | Москва                                                            | [ 8 ] [ 9 ]            |
| Ишмуратов Радик Самигуллович Ишмуратова Зиля Абдулхаевна           | 2 декабря 2013 года      | № 869       | 12 марта 2014 года         | 10          | Башкортостан, Салават                                             | [ 62 ] [ 93 ]          |
| Казаков Артем Юрьевич Казакова Ирина Анатольевна                   | 21 октября 2019 года     | № 506       | н/д                        | н/д         | Швейцарская Конфедерация                                          | [ 74 ]                 |
| Калашников Иван Борисович Калашникова Светлана Сергеевна           | 24 июля 2018 года        | № 449       | н/д                        | н/д         | Москва                                                            | [ 94 ]                 |
| Калмыков Александр Евгеньевич Калмыкова Ирина Васильевна           | 28 октября 2019 года     | № 525       | н/д                        | 11          | Ростовская область, Октябрьский район, пос. Каменоломни           | [ 23 ] [ 95 ]          |
| Калмыков Алексей Алексеевич Калмыкова Ольга Владимировна           | 26 марта 2018 года       | № 118       | н/д                        | н/д         | Ставропольский край                                               | [ 88 ]                 |
| Каньшин Виталий Евгеньевич Каньшина Ольга Сергеевна                | 7 декабря 2020 года      | № 755       | н/д                        | н/д         | Амурская область                                                  | [ 57 ]                 |
| Карлюк Александр Николаевич Карлюк Кристина Сергеевна              | 14 сентября 2020 года    | № 557       | н/д                        | н/д         | Московская область                                                | [ 28 ]                 |
| Карпов Игорь Альвиянович Карпова Елена Владимировна                | 25 мая 2016 года         | № 250       | н/д                        | 7           | Псковская область, Дновский район                                 | [ 8 ] [ 96 ]           |
| Карпухина Татьяна Владимировна                                     | 29 июня 2018 года        | № 377       | н/д                        | н/д         | Калининградская область                                           | [ 6 ]                  |
| Киба Сергей Николаевич Киба Лариса Александровна                   | 25 мая 2016 года         | № 250       | 1 июня 2016 года           | 8           | Краснодарский край, Калининский район                             | [ 8 ] [ 78 ] [ 97 ]    |
| Кириенко Михаил Ефимович Чурсина Ирина Николаевна                  | 22 мая 2015 года         | № 258       | 9 сентября 2015 года       | 7           | Биробиджан                                                        | [ 26 ] [ 98 ]          |
| Кириченко Алексей Григорьевич Кириченко Светлана Сергеевна         | 11 марта 2020 года       | № 177       | н/д                        | н/д         | Тюменская область, Тюменский район, с. Винзили                    | [ 99 ] [ 95 ]          |
| Клименко Николай Анатольевич Клименко Рита Степановна              | 22 мая 2015 года         | № 258       | 1 июня 2015 года           | 9           | Севастополь                                                       | [ 26 ] [ 43 ] [ 44 ]   |
| Клименко Сергей Викторович Клименко Елена Юрьевна                  | 26 августа 2016 года     | № 432       | 29 ноября 2016 года        | 8           | Курская область, Льгов                                            | [ 100 ] [ 101 ]        |
| Клишов Александр Яковлевич Клишова Зинаида Алексеевна              | 28 июня 2016 года        | № 302       | н/д                        | н/д         | Псковская область, Великолукский район                            | [ 75 ]                 |
| Клишов Алексей Яковлевич Клишова Тамара Борисовна                  | 25 мая 2016 года         | № 250       | 1 июня 2016 года           | 11          | Тверская область, Западнодвинский район                           | [ 8 ] [ 78 ] [ 56 ]    |
| Клыков Станислав Николаевич Клыкова Наталья Владимировна           | 17 ноября 2016 года      | № 608       | 4 сентября 2017 года       | 8           | Москва                                                            | [ 36 ] [ 102 ]         |
| Кобец Лев Михайлович Кобец Ирина Александровна                     | 30 апреля 2014 года      | № 285       | 2 июня 2014 года           | 14          | Приморский край, Спасский район, с. Вишнёвка                      | [ 12 ] [ 13 ] [ 103 ]  |
| Кобылин Валентин Иванович Кобылина Татьяна Владимировна            | 2 декабря 2013 года      | № 869       | 31 октября 2014 года       | 10          | Архангельская область, с. Красноборск                             | [ 62 ] [ 104 ]         |
| Кожеватов Егор Михайлович Кожеватова Елена Геннадьевна             | 22 мая 2015 года         | № 258       | н/д                        | 10          | Оренбургская область, Орск                                        | [ 26 ] [ 105 ]         |
| Колегов Александр Васильевич Колегова Виктория Александровна       | 25 мая 2016 года         | № 250       | н/д                        | н/д         | Республика Коми, Сыктывдинский район                              | [ 8 ]                  |
| Колесников Валерий Владимирович Колесникова Евгения Александровна  | 30 марта 2020 года       | № 230       | н/д                        | н/д         | Ямало-Ненецкий автономный округ                                   | [ 106 ]                |
| Колесов Олег Михайлович Колесова Алина Викторовна                  | 24 апреля 2020 года      | № 286       | н/д                        | н/д         | Саратовская область                                               | [ 66 ]                 |
| Конюхов Александр Александрович Конюхова Марина Абдухалимовна      | 22 мая 2015 года         | № 258       | 1 июня 2015 года           | 7           | Волгоградская область, Котовский район                            | [ 26 ] [ 43 ] [ 44 ]   |
| Копцев Борис Петрович Копцева Ксения Викторовна                    | 17 июля 2019 года        | № 337       | н/д                        | н/д         | Москва                                                            | [ 107 ]                |
| Коромысло Виктор Николаевич Волкова Инга Владимировна              | 7 декабря 2020 года      | № 755       | н/д                        | н/д         | Москва                                                            | [ 57 ]                 |
| Коротков Александр Витальевич Короткова Жанна Валерьевна           | 18 мая 2017 года         | № 215       | н/д                        | н/д         | Москва                                                            | [ 10 ]                 |
| Короченцев Пётр Михайлович Короченцева Любовь Анатольевна          | 22 апреля 2013 года      | № 409       | 31 мая 2013 года           | 12          | Ростовская область, Азов                                          | [ 16 ] [ 108 ]         |
| Костриков Александр Фёдорович Кострикова Светлана Михайловна       | 22 мая 2015 года         | № 258       | 8 июля 2015 года           | 7           | Орловская область, Хотынецкий район                               | [ 26 ] [ 109 ]         |
| Котлов Сергей Владимирович Котлова Ирина Александровна             | 11 июня 2016 года        | № 282       | 16 сентября 2016 года      | 7           | Москва                                                            | [ 110 ] [ 9 ]          |
| Котляров Геннадий Валентинович Котлярова Ирина Николаевна          | 22 мая 2015 года         | № 258       | н/д                        | 7           | Краснодарский край, Выселковский район                            | [ 26 ] [ 111 ]         |
| Кошкин Евгений Валентинович Кошкина Светлана Валерьевна            | 29 мая 2019 года         | № 240       | 30 мая 2019 года           | 8           | Сахалинская область                                               | [ 83 ] [ 80 ] [ 84 ]   |
| Кравченко Николай Николаевич Кравченко Татьяна Александровна       | 5 декабря 2014 года      | № 756       | 21 июля 2015 года          | 12          | Тюменская область, Исетский район                                 | [ 59 ] [ 112 ] [ 113 ] |
| Кузнецов Александр Николаевич Кузнецова Ольга Николаевна           | 6 декабря 2019 года      | № 587       | н/д                        | н/д         | Архангельская область                                             | [ 25 ]                 |
| Кузьмин Николай Леонидович Кузьмина Вера Михайловна                | 29 мая 2019 года         | № 240       | н/д                        | н/д         | Тюменская область                                                 | [ 83 ]                 |
| Куклин Дмитрий Николаевич Куклина Алина Геннадьевна                | 23 ноября 2020 года      | № 732       | н/д                        | н/д         | Самарская область                                                 | [ 114 ]                |
| Кулешов Сергей Викторович Кулешова Ольга Николаевна                | 9 августа 2019 года      | № 373       | н/д                        | н/д         | Москва                                                            | [ 115 ]                |
| Кулёмин Василий Николаевич                                         | 18 мая 2017 года         | № 215       | н/д                        | 10          | Волгоград                                                         | [ 10 ] [ 116 ]         |
| Курбанов Курбан Алиевич Муртазалиева Сапият Ибрагимовна            | 25 мая 2020 года         | № 338       | н/д                        | н/д         | Дагестан                                                          | [ 71 ] [ 95 ]          |
| Кургачев Иннокентий Иннокентьевич Кургачева Екатерина Игнатьевна   | 27 декабря 2019 года     | № 622       | н/д                        | н/д         | Хакасия                                                           | [ 81 ]                 |
| Куренбин Павел Александрович Куренбина Антонина Дмитриевна         | 18 мая 2017 года         | № 215       | н/д                        | н/д         | Томск                                                             | [ 10 ]                 |
| Курин Эдуард Рафаилович Курина Татьяна Егоровна                    | 16 сентября 2017 года    | № 425       | н/д                        | н/д         | Самарская область                                                 | [ 117 ]                |
| Кучерявый Сергей Григорьевич Кучерявая Надежда Ивановна            | 2 декабря 2013 года      | № 869       | 2 сентября 2014 года       | 13          | Оренбургская область, Ташлинский район                            | [ 62 ] [ 118 ] [ 119 ] |
| Ленский Александр Алексеевич Ленская Маргарита Андреевна           | 30 апреля 2014 года      | № 285       | 2 апреля 2015 года         | 7           | Благовещенск                                                      | [ 12 ] [ 120 ] [ 121 ] |
| Лепешкин Игорь Викторович Лепешкина Елена Владимировна             | 25 января 2017 года      | № 34        | н/д                        | н/д         | Московская область, Воскресенский район                           | [ 49 ]                 |
| Лещёв Анатолий Николаевич Лещёва Наталья Владимировна              | 27 декабря 2019 года     | № 622       | н/д                        | н/д         | Алтайский край                                                    | [ 81 ]                 |
| Лисейцев Сергей Алексеевич Лисейцева Оксана Анатольевна            | 8 февраля 2019 года      | № 42        | 30 мая 2019 года           | 9           | Севастополь                                                       | [ 122 ] [ 80 ] [ 84 ]  |
| Лихих Владимир Иванович Лихих Нина Михайловна                      | 2 декабря 2013 года      | № 869       | 25 сентября 2014 года      | 9           | Белгородская область, Старый Оскол                                | [ 62 ] [ 123 ] [ 124 ] |
| Лукомский Анатолий Михайлович Лукомская Надежда Ивановна           | 2 декабря 2013 года      | № 869       | 17 декабря 2014 года       | 8           | Москва                                                            | [ 62 ] [ 76 ]          |
| Луньков Юрий Николаевич Лунькова Лариса Александровна              | 28 ноября 2018 года      | № 674       | н/д                        | н/д         | Тамбовская область                                                | [ 125 ]                |
| Луста Андрей Владимирович Луста Светлана Георгиевна                | 30 мая 2018 года         | № 281       | 1 июня 2018 года           | 9           | Калининградская область                                           | [ 126 ] [ 91 ] [ 127 ] |
| Любушкин Владимир Анатольевич Любушкина Лилия Юрьевна              | 25 мая 2020 года         | № 338       | н/д                        | н/д         | Хабаровский край, Комсомольск-на-Амуре                            | [ 71 ] [ 95 ]          |
| Макеев Василий Владимирович Макеева Тамара Николаевна              | 30 мая 2018 года         | № 281       | 1 июня 2018 года           | 10          | Курганская область                                                | [ 126 ] [ 91 ] [ 127 ] |
| Максин Михаил Викторович Волкова Оксана Михайловна                 | 25 мая 2016 года         | № 250       | 1 июня 2016 года           | 8           | Калининградская область, Черняховск                               | [ 8 ] [ 78 ] [ 128 ]   |
| Малинников Михаил Анатольевич Малинникова Алла Александровна       | 5 ноября 2020 года       | № 675       | н/д                        | н/д         | Самарская область                                                 | [ 129 ]                |
| Манкиров Константин Очир-Горяевич Манкирова Екатерина Лиджиевна    | 5 декабря 2014 года      | № 756       | н/д                        | н/д         | Калмыкия, Лагань                                                  | [ 59 ]                 |
| Манько Олег Анатольевич Манько Елена Вячеславовна                  | 28 марта 2019 года       | № 132       | н/д                        | н/д         | Орловская область                                                 | [ 130 ]                |
| Маркевич Пётр Анатольевич Маркевич Ольга Георгиевна                | 29 мая 2019 года         | № 240       | 30 мая 2019 года           | 12          | Кабардино-Балкария                                                | [ 83 ] [ 80 ] [ 84 ]   |
| Маркиданов Геннадий Николаевич Маркиданова Ирина Константиновна    | 30 апреля 2014 года      | № 285       | 10 декабря 2014 года       | 9           | Чувашия, Козловский район, д. Казаково                            | [ 12 ] [ 131 ] [ 132 ] |
| Маснюк Василий Андреевич Маснюк Валентина Анатольевна              | 23 августа 2019 года     | № 392       | н/д                        | н/д         | Севастополь                                                       | [ 34 ]                 |
| Мацепуро Сергей Петрович Мацепуро Ольга Владимировна               | 10 сентября 2017 года    | № 416       | н/д                        | н/д         | Красноярский край                                                 | [ 69 ]                 |
| Медведев Николай Николаевич Медведева Валентина Владимировна       | 30 апреля 2014 года      | № 285       | 4 июля 2014 года           | н/д         | Брянская область, Брянский район                                  | [ 12 ] [ 133 ]         |
| Меньшиков Андрей Леонидович Меньшикова Галина Николаевна           | 29 мая 2013 года         | № 518       | 31 мая 2013 года           | 11          | Волгоградская область, Новониколаевский район                     | [ 16 ] [ 30 ]          |
| Михайлов Александр Леонидович Михайлова Нина Изноновна             | 5 декабря 2014 года      | № 756       | 11 марта 2015 года         | 8           | Марий Эл, Волжск                                                  | [ 59 ] [ 134 ]         |
| Михайлов Сергей Николаевич Михайлова Татьяна Владимировна          | 22 мая 2015 года         | № 258       | 1 октября 2015 года        | 7           | Москва                                                            | [ 26 ] [ 27 ]          |
| Моисеев Алексей Владимирович Сидорова Татьяна Геннадьевна          | 16 апреля 2020 года      | № 271       | н/д                        | н/д         | Москва                                                            | [ 29 ]                 |
| Молчанов Алексей Евгеньевич Молчанова Ольга Михайловна             | 8 февраля 2019 года      | № 42        | н/д                        | н/д         | Владимирская область                                              | [ 122 ]                |
| Монин Илья Александрович Монина Елена Александровна                | 5 ноября 2020 года       | № 675       | н/д                        | н/д         | Ханты-Мансийский автономный округ                                 | [ 129 ]                |
| Мордвинцев Денис Витальевич Мордвинцева Анна Александровна         | 14 сентября 2020 года    | № 557       | н/д                        | н/д         | Московская область                                                | [ 28 ]                 |
| Мургин Демьян Анатольевич Мургина Татьяна Павловна                 | 22 мая 2015 года         | № 258       | н/д                        | н/д         | Севастополь                                                       | [ 26 ]                 |
| Мусаев Нурудин Мусаевич Басирова (Мусаева) Мадина Нурудиновна      | 29 мая 2013 года         | № 518       | 31 мая 2013 года           | 10          | Дагестан, Гунибский район, с. Ругуджа                             | [ 16 ] [ 30 ]          |
| Мухарлямов Хабир Назирович Мухарлямова Алсу Гилемхановна           | 23 ноября 2020 года      | № 732       | н/д                        | н/д         | Татарстан                                                         | [ 114 ]                |
| Назарян Артур Самвелович Назарян Людмила Андраниковна              | 22 апреля 2013 года      | № 408       | 31 мая 2013 года           | 10          | Великий Новгород                                                  | [ 15 ] [ 16 ] [ 135 ]  |
| Най Мария Юрьевна                                                  | 25 мая 2016 года         | № 250       | н/д                        | 7           | Ярославская область, Ростовский район, п. Поречье-Рыбное          | [ 8 ] [ 136 ]          |
| Небогатов Олег Иванович Небогатова Наталия Ивановна                | 2 декабря 2013 года      | № 869       | 1 августа 2014 года        | 12          | Ленинградская область, Бокситогорский район                       | [ 62 ] [ 137 ]         |
| Нейфельд Александр Гарриевич Нейфельд Наталья Константиновна       | 25 мая 2016 года         | № 250       | н/д                        | н/д         | Приморский край, Партизанский район                               | [ 8 ]                  |
| Несмиянов Илья Владимирович Несмиянова Татьяна Николаевна          | 1 февраля 2018 года      | № 45        | 1 июня 2018 года           | 9           | Ставропольский край                                               | [ 138 ] [ 91 ] [ 127 ] |
| Новгородов Аял Прокопьевич Новгородова Валентина Ревовна           | 17 ноября 2016 года      | № 608       | н/д                        | н/д         | Якутия, Чурапчинский улус                                         | [ 36 ]                 |
| Новик Валерий Петрович Новик Татьяна Николаевна                    | 18 мая 2017 года         | № 215       | 31 мая 2017 года           | 8           | Петрозаводск                                                      | [ 10 ] [ 41 ] [ 139 ]  |
| Новосёлов Вадим Анатольевич Новосёлова Татьяна Юрьевна             | 11 июля 2018 года        | № 414       | н/д                        | н/д         | Свердловская область                                              | [ 140 ]                |
| Нокрету Фёдор Григорьевич Нокрету Екатерина Александровна          | 7 декабря 2020 года      | № 755       | н/д                        | н/д         | Ненецкий автономный округ                                         | [ 57 ]                 |
| Осипюк Михаил Александрович Осипюк Нелли Вадимовна                 | 18 мая 2017 года         | № 215       | н/д                        | н/д         | Москва                                                            | [ 10 ]                 |
| Павлов Алексей Аполлинарьевич Павлова Ольга Михайловна             | 22 апреля 2013 года      | № 409       | 31 мая 2013 года           | 10          | Чебоксары                                                         | [ 16 ] [ 108 ] [ 141 ] |
| Панфилов Сергей Евгеньевич Панфилова Ирина Николаевна              | 22 мая 2015 года         | № 258       | н/д                        | н/д         | Севастополь                                                       | [ 26 ]                 |
| Пименова Наталья Ивановна                                          | 25 мая 2016 года         | № 250       | н/д                        | н/д         | Томская область, Стрежевой                                        | [ 8 ]                  |
| Пирожников Геннадий Александрович Пирожникова Татьяна Владимировна | 28 марта 2019 года       | № 132       | н/д                        | н/д         | Алтайский край                                                    | [ 130 ]                |
| Питерский Дмитрий Анатольевич Питерская Анна Мечиславовна          | 17 ноября 2016 года      | № 608       | н/д                        | н/д         | Рязань                                                            | [ 36 ]                 |
| Пищуленок Михаил Иванович Пищуленок Марина Викторовна              | 27 декабря 2019 года     | № 622       | н/д                        | н/д         | Ленинградская область                                             | [ 81 ]                 |
| Плюснин Александр Владимирович Плюснина Ирина Эдуардовна           | 14 сентября 2020 года    | № 557       | н/д                        | н/д         | Пермский край                                                     | [ 28 ]                 |
| Поливанов Даниил Игоревич Поливанова Наталья Викторовна            | 25 мая 2016 года         | № 250       | 1 июня 2016 года           | н/д         | Крым, Керчь                                                       | [ 8 ] [ 78 ]           |
| Пономаренко Валентина Тимофеевна                                   | 25 мая 2016 года         | № 250       | н/д                        | н/д         | Ростов-на-Дону                                                    | [ 8 ]                  |
| Попов Геннадий Иванович Попова Юлия Львовна                        | 28 ноября 2018 года      | № 674       | н/д                        | н/д         | Тульская область                                                  | [ 125 ]                |
| Пороскун Николай Юрьевич Пороскун Дарья Фёдоровна                  | 18 мая 2017 года         | № 215       | н/д                        | 7           | Чебоксары                                                         | [ 10 ] [ 142 ]         |
| Поспелов Александр Николаевич Поспелова Наталья Михайловна         | 10 февраля 2020 года     | № 102       | н/д                        | н/д         | Санкт-Петербург                                                   | [ 143 ]                |
| Потапов Виктор Дмитриевич Потапова Светлана Владимировна           | 28 марта 2019 года       | № 132       | н/д                        | н/д         | Свердловская область                                              | [ 130 ]                |
| Потолов Александр Викторович Потолова Юлия Андреевна               | 1 февраля 2018 года      | № 45        | н/д                        | н/д         | Республика Коми                                                   | [ 138 ]                |
| Потяшин Олег Юрьевич Потяшина Елена Михайловна                     | 22 мая 2015 года         | № 258       | 3 июня 2015 года           | 7           | Самарская область, Тольятти                                       | [ 26 ] [ 144 ]         |
| Проказин Сергей Николаевич Проказина Татьяна Васильевна            | 5 декабря 2014 года      | № 756       | 9 июня 2015 года           | 10          | Ставропольский край, Шпаковский район                             | [ 59 ] [ 145 ]         |
| Прохоров Валерий Андреевич Прохорова Катерина Анатольевна          | 25 мая 2016 года         | № 250       | 16 сентября 2016 года      | 10          | Москва                                                            | [ 8 ] [ 9 ]            |
| Разоренов Алексей Викторович Разоренова Галина Евгеньевна          | 18 мая 2017 года         | № 215       | 24 ноября 2017 года        | 7           | Москва                                                            | [ 10 ] [ 11 ]          |
| Решетников Олег Алексеевич Решетникова Любовь Михайловна           | 9 августа 2019 года      | № 373       | н/д                        | 7           | Воронежская область, Нововоронеж                                  | [ 115 ]                |
| Рогачев Александр Анатольевич Рогачева Татьяна Николаевна          | 25 января 2017 года      | № 34        | н/д                        | н/д         | Владимирская область, Петушки                                     | [ 49 ]                 |
| Рогов Иван Витальевич Рогова Надежда Александровна                 | 17 июля 2019 года        | № 337       | н/д                        | н/д         | Москва                                                            | [ 107 ]                |
| Родионов Сергей Анатольевич Родионова Елена Владимировна           | 30 апреля 2014 года      | № 285       | 2 июня 2014 года           | 10          | Свердловская область, Ирбитский район                             | [ 12 ] [ 13 ] [ 146 ]  |
| Ростков Станислав Борисович Росткова Наталья Викторовна            | 2 декабря 2013 года      | № 869       | 29 октября 2014 года       | 9           | Карелия, Лоухский район                                           | [ 62 ] [ 147 ]         |
| Руденко Николай Владимирович Руденко Лариса Андреевна              | 24 июля 2018 года        | № 449       | н/д                        | н/д         | Курская область                                                   | [ 94 ]                 |
| Рузанов Александр Анатольевич Рузанова Оксана Владимировна         | 30 апреля 2014 года      | № 285       | 10 декабря 2014 года       | 12          | Нижегородская область, Арзамас                                    | [ 12 ] [ 132 ]         |
| Рындин Алексей Александрович Рындина Надежда Петровна              | 21 октября 2019 года     | № 506       | н/д                        | н/д         | Карелия                                                           | [ 74 ]                 |
| Рябов Андрей Николаевич Рябова Александра Николаевна               | 29 мая 2013 года         | № 518       | 31 мая 2013 года           | 8           | Хабаровский край                                                  | [ 16 ] [ 30 ]          |
| Савенков Андрей Николаевич Савенкова Ирина Васильевна              | 30 апреля 2014 года      | № 285       | 15 июля 2014 года          | 8           | Чувашия, Алатырь                                                  | [ 12 ] [ 148 ]         |
| Савельев Виталий Александрович Савельева Оксана Васильевна         | 25 января 2017 года      | № 34        | н/д                        | н/д         | Московская область, Химки                                         | [ 49 ]                 |
| Савин Андрей Николаевич Савина Эмилия Владимировна                 | 25 мая 2016 года         | № 250       | 1 июня 2016 года           | н/д         | Самарская область, Волжский район                                 | [ 8 ] [ 78 ]           |
| Садков Михаил Витальевич Садкова Инна Станиславовна                | 8 февраля 2019 года      | № 42        | н/д                        | н/д         | Пермский край                                                     | [ 122 ]                |
| Садовский Вячеслав Николаевич Садовская Лариса Александровна       | 17 июля 2019 года        | № 337       | н/д                        | н/д         | Москва                                                            | [ 107 ]                |
| Сайранов Алексей Саляевич Сайранова Лариса Владимировна            | 24 июля 2018 года        | № 449       | 30 мая 2019 года           | 7           | Башкортостан                                                      | [ 94 ] [ 80 ] [ 84 ]   |
| Самарин Василий Евгеньевич Самарина Татьяна Рафаиловна             | 24 июля 2018 года        | № 449       | н/д                        | н/д         | Москва                                                            | [ 94 ]                 |
| Сапелкин Сергей Алексеевич Сапелкина Елена Павловна                | 28 марта 2019 года       | № 132       | н/д                        | н/д         | Тверская область                                                  | [ 130 ]                |
| Сафонов Павел Михайлович Сафонова Татьяна Ярославовна              | 2 декабря 2013 года      | № 869       | 2 июня 2014 года           | 10          | Великий Новгород                                                  | [ 13 ] [ 62 ] [ 149 ]  |
| Седунов Евгений Валерьевич Седунова Зоя Михайловна                 | 18 мая 2017 года         | № 215       | 31 мая 2017 года           | 10          | Бурятия, Гусиноозёрск                                             | [ 10 ] [ 41 ] [ 150 ]  |
| Селин Юрий Николаевич Селина Венера Ринатовна                      | 2 декабря 2013 года      | № 869       | 2 июня 2014 года           | 9           | Красноярский край, Лесосибирск                                    | [ 13 ] [ 62 ] [ 151 ]  |
| Ситин Сергей Леонидович Ситина Оксана Степановна                   | 16 апреля 2020 года      | № 271       | н/д                        | н/д         | Омская область                                                    | [ 29 ]                 |
| Соболев Андрей Павлович Соболева Ирина Александровна               | 23 ноября 2020 года      | № 732       | н/д                        | н/д         | Калужская область                                                 | [ 114 ]                |
| Солгалов Виктор Павлович Солгалова Елена Михайловна                | 29 мая 2013 года         | № 518       | 31 мая 2013 года           | 7           | Курская область, Пристенский район                                | [ 16 ] [ 30 ]          |
| Солдатенко Вадим Леонидович Солдатенко Юлия Юрьевна                | 29 мая 2019 года         | № 240       | н/д                        | н/д         | Магаданская область                                               | [ 83 ]                 |
| Соловьёв Василий Иванович Соловьёва Елена Васильевна               | 22 апреля 2013 года      | № 409       | н/д                        | 9           | Удмуртия, Завьяловский район                                      | [ 108 ] [ 152 ]        |
| Софронов Александр Викторович Софронова Светлана Васильевна        | 25 мая 2016 года         | № 250       | н/д                        | н/д         | Республика Алтай, Чемальский район                                | [ 8 ]                  |
| Стенюшкин Роман Васильевич Стенюшкина Наталья Ильинична            | 27 декабря 2019 года     | № 622       | н/д                        | н/д         | Мордовия                                                          | [ 81 ]                 |
| Страхатов Анатолий Иванович Страхатова Татьяна Викторовна          | 18 мая 2017 года         | № 215       | н/д                        | н/д         | Алтайский край, Родинский район                                   | [ 10 ]                 |
| Стригалёв Сергей Валерьянович Стригалёва Елизавета Геннадьевна     | 25 января 2017 года      | № 34        | 31 мая 2017 года           | 10          | Ярославль                                                         | [ 49 ] [ 41 ] [ 153 ]  |
| Стриевский Константин Леонидович Стриевская Ольга Львовна          | 28 ноября 2018 года      | № 674       | н/д                        | н/д         | Москва                                                            | [ 125 ]                |
| Судаков Андрей Владимирович Судакова Жанна Михайловна              | 2 декабря 2013 года      | № 869       | 4 ноября 2014 года         | 11          | Самарская область, Сызрань                                        | [ 62 ] [ 154 ] [ 155 ] |
| Сударев Сергей Евгеньевич Сударева Ольга Александровна             | 21 октября 2019 года     | № 506       | н/д                        | н/д         | Свердловская область                                              | [ 74 ]                 |
| Сыропятов Максим Николаевич Сыропятова Лилия Рофановна             | 24 июля 2018 года        | № 449       | 30 мая 2019 года           | 9           | Свердловская область                                              | [ 94 ] [ 80 ] [ 84 ]   |
| Тайченачев Павел Александрович Тайченачева Наталья Викторовна      | 24 июля 2018 года        | № 449       | 30 мая 2019 года           | 9           | Республика Алтай                                                  | [ 94 ] [ 80 ] [ 84 ]   |
| Таныков Адам Адамович Таныкова Евдокия Николаевна                  | 5 ноября 2020 года       | № 675       | н/д                        | н/д         | Якутия                                                            | [ 129 ]                |
| Тихонов Николай Иванович Тихонова Татьяна Яковлевна                | 21 сентября 2020 года    | № 575       | н/д                        | н/д         | Чувашия                                                           | [ 156 ]                |
| Тищенко Игорь Владимирович Тищенко Виктория Юрьевна                | 24 января 2018 года      | № 21        | н/д                        | н/д         | Хабаровский край                                                  | [ 19 ]                 |
| Толдиев Харон Магомедович Точиева Залобан Хасановна                | 28 ноября 2018 года      | № 674       | н/д                        | н/д         | Ингушетия                                                         | [ 125 ]                |
| Толегенов Марат Булатович Толегенова Надежда Викторовна            | 22 мая 2015 года         | № 258       | 1 октября 2015 года        | 8           | Москва                                                            | [ 26 ] [ 27 ]          |
| Турлюн Игорь Анатольевич Турлюн Ольга Викторовна                   | 28 мая 2014 года         | № 374       | 2 июня 2014 года           | 12          | Крым, Керчь                                                       | [ 13 ] [ 157 ] [ 158 ] |
| Тюрин Павел Юрьевич Тюрина Наталья Николаевна                      | 25 мая 2016 года         | № 250       | 1 июня 2016 года           | 8           | Хабаровский край, Комсомольск-на-Амуре                            | [ 8 ] [ 78 ] [ 159 ]   |
| Удовиченко Павел Васильевич Удовиченко Альфина Магдатовна          | 18 мая 2017 года         | № 215       | 31 мая 2017 года           | 8           | Ханты-Мансийский автономный округ — Югра, Сургут                  | [ 10 ] [ 41 ] [ 160 ]  |
| Урсов Геннадий Петрович Урсова Ольга Алистаровна                   | 16 сентября 2017 года    | № 425       | 1 июня 2018 года           | 7           | Мордовия                                                          | [ 117 ] [ 91 ] [ 127 ] |
| Устинов Вячеслав Вениаминович Устинова Екатерина Владимировна      | 26 августа 2020 года     | № 529       | н/д                        | н/д         | Приморский край                                                   | [ 86 ]                 |
| Фастовщук Александр Икарович Фастовщук Елена Валерьевна            | 17 ноября 2016 года      | № 608       | 9 июня 2017 года           | 11          | Москва                                                            | [ 36 ] [ 161 ]         |
| Фелонюк Андрей Петрович Фелонюк Елена Николаевна                   | 5 декабря 2014 года      | № 756       | 10 июня 2015 года          | 11          | Воронежская область, Нововоронеж                                  | [ 59 ] [ 162 ]         |
| Филиппов Сергей Алексеевич Филиппова Валентина Андреевна           | 29 мая 2019 года         | № 240       | н/д                        | н/д         | Волгоградская область                                             | [ 83 ]                 |
| Финогенов Александр Евгеньевич Финогенова Светлана Александровна   | 24 июля 2018 года        | № 449       | н/д                        | н/д         | Костромская область                                               | [ 94 ]                 |
| Хабаров Александр Александрович Хабарова Галина Васильевна         | 29 мая 2019 года         | № 240       | н/д                        | н/д         | Кировская область                                                 | [ 83 ]                 |
| Хайдаршин Винер Флюрович Хайдаршина Альбина Раифовна               | 2 декабря 2013 года      | № 869       | 2 июня 2014 года           | 9           | Башкортостан, Балтачевский район                                  | [ 13 ] [ 62 ] [ 163 ]  |
| Хворов Виктор Павлович Хворова Наталья Вячеславовна                | 25 мая 2016 года         | № 250       | 1 июня 2016 года           | 7           | Свердловская область, Тавдинский городской округ                  | [ 8 ] [ 78 ] [ 164 ]   |
| Хмельницкий Вадим Николаевич Хмельницкая Галина Александровна      | 22 мая 2015 года         | № 258       | 1 июня 2015 года           | 10          | Саратов                                                           | [ 26 ] [ 43 ] [ 44 ]   |
| Хрипунков Сергей Николаевич Хрипункова Татьяна Александровна       | 25 мая 2016 года         | № 250       | 8 июля 2016 года           | 15          | Калининградская область, Советск                                  | [ 8 ] [ 165 ]          |
| Худорожкин Григорий Анатольевич Худорожкина Галия Мулижзановна     | 25 мая 2016 года         | № 250       | 1 июня 2016 года           | 12          | Алтайский край, Тогульский район, с. Тогул                        | [ 8 ] [ 78 ] [ 166 ]   |
| Худяшов Иван Анатольевич Худяшова Елена Владимировна               | 5 ноября 2020 года       | № 675       | н/д                        | н/д         | Томская область                                                   | [ 129 ]                |
| Царёв Владимир Александрович Царёва Ирина Витальевна               | 22 мая 2015 года         | № 258       | 1 июня 2015 года           | 9           | Новгородская область, Холм                                        | [ 26 ] [ 43 ] [ 44 ]   |
| Царёв Юрий Клавдиевич Царёва Эльвира Владимировна                  | 29 мая 2013 года         | № 518       | 23 июля 2013 года          | 7           | Киров                                                             | [ 30 ] [ 167 ] [ 168 ] |
| Чабан Вадим Валентинович Чабан Наталья Павловна                    | 28 октября 2019 года     | № 525       | н/д                        | н/д         | Калининградская область                                           | [ 23 ]                 |
| Чекрыжев Анатолий Васильевич Чекрыжева Екатерина Михайловна        | 11 июля 2018 года        | № 414       | н/д                        | н/д         | Липецкая область                                                  | [ 140 ]                |
| Череднякова Татьяна Петровна                                       | 11 марта 2020 года       | № 177       | н/д                        | н/д         | Тюменская область                                                 | [ 99 ]                 |
| Черенков Игорь Владимирович Черенкова Мария Валентиновна           | 26 октября 2016 года     | № 572       | 17 ноября 2016 года        | 9           | Москва                                                            | [ 169 ] [ 170 ]        |
| Черняков Олег Викторович Чернякова Галина Викторовна               | 20 сентября 2016 года    | № 481       | 17 ноября 2016 года        | 15          | Москва                                                            | [ 171 ] [ 170 ]        |
| Чумерин Алексей Николаевич Чумерина Наталья Владимировна           | 25 января 2017 года      | № 34        | н/д                        | 11          | Чувашия, Шумерля                                                  | [ 49 ] [ 172 ]         |
| Чуркин Сергей Владимирович Чуркина Наталья Александровна           | 18 мая 2017 года         | № 215       | н/д                        | 11          | Омск                                                              | [ 10 ] [ 173 ]         |
| Шабдаров Сергей Анатольевич Шабдарова Татьяна Эриковна             | 29 мая 2019 года         | № 240       | н/д                        | н/д         | Республика Марий Эл                                               | [ 83 ]                 |
| Шакурова Валентина Михайловна                                      | 16 апреля 2020 года      | № 271       | н/д                        | н/д         | Воронежская область                                               | [ 29 ]                 |
| Шаповал Андрей Алексеевич Шаповал Елена Вячеславовна               | 22 мая 2015 года         | № 258       | 1 июня 2015 года           | 8           | Кемеровская область, Новокузнецк                                  | [ 26 ] [ 43 ] [ 44 ]   |
| Шаповал Владимир Николаевич Шаповал Елена Григорьевна              | 2 декабря 2013 года      | № 869       | 25 сентября 2014 года      | 10          | Белгородская область, Краснояружский район, п. Красная Яруга      | [ 62 ] [ 123 ] [ 174 ] |
| Шведов Александр Анатольевич Шведова Ольга Николаевна              | 1 февраля 2018 года      | № 45        | н/д                        | н/д         | Московская область                                                | [ 138 ]                |
| Шевляков Дмитрий Викторович Шевлякова Марина Геннадьевна           | 18 мая 2017 года         | № 215       | 24 ноября 2017 года        | 8           | Москва                                                            | [ 10 ] [ 11 ]          |
| Шейдер Николай Иосифович Шейдер Людмила Николаевна                 | 27 декабря 2019 года     | № 622       | н/д                        | н/д         | Новосибирская область                                             | [ 81 ]                 |
| Шемяков Сергей Николаевич Шемякова Валентина Ивановна              | 25 мая 2020 года         | № 338       | н/д                        | н/д         | Санкт-Петербург                                                   | [ 71 ]                 |
| Шеуджен Аслан Инверович Шеуджен Фатима Исмаиловна                  | 17 августа 2017 года     | № 373       | 1 июня 2018 года           | 7           | Адыгея, Адыгейск                                                  | [ 31 ] [ 91 ] [ 175 ]  |
| Широбоков Василий Алексеевич Широбокова Ирина Михайловна           | 17 июля 2019 года        | № 337       | н/д                        | н/д         | Ставропольский край                                               | [ 107 ]                |
| Ширяев Сергей Вадимович Ширяева Татьяна Валерьевна                 | 22 мая 2015 года         | № 258       | 1 октября 2015 года        | 9           | Москва                                                            | [ 26 ] [ 27 ]          |
| Шитов Сергей Валериевич Шитова Ксения Алексеевна                   | 18 мая 2017 года         | № 215       | 31 мая 2017 года           | 12          | Астрахань                                                         | [ 10 ] [ 41 ] [ 176 ]  |
| Шоха Пётр Леонидович Шоха Ольга Юрьевна                            | 22 мая 2014 года         | № 356       | н/д                        | н/д         | Крым, Саки                                                        | [ 47 ]                 |
| Шувалов Владимир Николаевич Шувалова Татьяна Эдуардовна            | 2 декабря 2013 года      | № 869       | 21 августа 2014 года       | 9           | Тверская область, Рамешковский район, д. Буйлово                  | [ 62 ] [ 177 ] [ 178 ] |
| Шумский Александр Владиславович Шумская Ольга Николаевна           | 26 августа 2016 года     | № 432       | 16 сентября 2016 года      | 8           | Москва                                                            | [ 100 ] [ 9 ]          |
| Шутылев Вадим Владимирович Шутылева Светлана Викторовна            | 1 февраля 2018 года      | № 45        | 1 июня 2018 года           | 13          | Абакан                                                            | [ 138 ] [ 91 ] [ 179 ] |
| Юдинцев Павел Васильевич Юдинцева Татьяна Владимировна             | 10 сентября 2017 года    | № 416       | 1 июня 2018 года           | 14          | Якутия, Нерюнгринский район, с. Иенгра                            | [ 69 ] [ 91 ] [ 180 ]  |
| Юдицкий Пётр Сергеевич Юдицкая Юлия Валерьевна                     | 18 мая 2017 года         | № 215       | 31 мая 2017 года           | 14          | Приморский край, Партизанский район, с. Владимиро-Александровское | [ 10 ] [ 41 ] [ 181 ]  |
| Юнин Владимир Сергеевич Юнина Марина Константиновна                | 18 мая 2017 года         | № 215       | 24 ноября 2017 года        | 8           | Москва                                                            | [ 10 ] [ 11 ]          |
| Яковлев Юрий Игнатьевич Яковлева Нина Геннадьевна                  | 25 января 2017 года      | № 34        | 23 марта 2017 года         | 7           | Чувашия, Моргаушский район                                        | [ 49 ] [ 182 ]         |